# 暗叶润楠
暗叶润楠（学名：Machilus melanophylla）为樟科润楠属下的一个种。